# Etienne Renkewitz
Etienne Renkewitz (* 2. März 1988 in Duisburg) ist ein deutscher Eishockeytorwart, der seit 2010 bei den Füchse Duisburg in der Oberliga spielt.

## Karriere
Etienne Renkewitz begann seine Karriere 2004 im Eishockeyinternat der Starbulls Rosenheim in der DNL. Zu Beginn der Saison 2007/08 wechselte der U19-Nationaltorwart in die Oberliga zu den Eisbären Juniors Berlin.
Dort kam er auf 19 Einsätze und war Ersatztorwart für die Eisbären Berlin in der DEL.
Ab der Saison 2008/09 war Renkewitz für die Grizzly Adams Wolfsburg lizenziert und gleichzeitig für den Förderlizenzpartner ETC Crimmitschau spielberechtigt. Im November 2009 wurde die Förderlizenz an den EC Peiting vergeben, so dass Renkewitz am 27. November 2009 sein erstes Spiel im Trikot der Allgäuer absolvierte.
Im Sommer 2010 wurde Renkewitz von den DEG Metro Stars verpflichtet. Zudem erhielt er eine Förderlizenz für die Füchse Duisburg, für die er meist zum Einsatz kommt.

## Karrierestatistik
(Legende zur Torhüterstatistik: GP oder Sp = Spiele insgesamt; W oder S = Siege; L oder N = Niederlagen; T oder U oder OT = Unentschieden oder Overtime- bzw. Shootout-Niederlage; Min. = Minuten; SOG oder SaT = Schüsse aufs Tor; GA oder GT = Gegentore; SO = Shutouts; GAA oder GTS = Gegentorschnitt; Sv% oder SVS% = Fangquote; EN = Empty Net Goal; 1 Play-downs/Relegation; Kursiv: Statistik nicht vollständig)